# Hajo Holborn
Hajo Holborn (* 18. Mai 1902 in Berlin; † 20. Juni 1969 in Bonn) war ein deutsch-amerikanischer Neuzeithistoriker.

## Leben
Holborn war der Sohn des Physikers Ludwig Holborn. Er besuchte das Kaiserin Augusta Gymnasium in Berlin-Charlottenburg (Abitur 1920) und studierte an der Universität Berlin bei Friedrich Meinecke Geschichte und wurde 1924 mit einer Untersuchung über Deutschland und die Türkei zwischen 1878 und 1890 zum Dr. phil. promoviert. 1926 habilitierte er sich mit einer Arbeit über Ulrich von Hutten an der Universität Heidelberg und lehrte dort als Privatdozent. Seit 1931 war er als Professor für Geschichte an der Deutschen Hochschule für Politik in Berlin tätig. 1933 wurde er aus politischen Gründen und wegen seiner jüdischen Ehefrau entlassen.
Holborn emigrierte 1934 über Großbritannien in die USA. Noch 1934 wurde er Gastprofessor für Deutsche Geschichte an der Yale University. Von 1936 bis 1942 lehrte er an der Tufts University, Massachusetts. Während des Zweiten Weltkriegs wurde er eingebürgert und war für das Office of Strategic Services tätig. Vom Ende des Krieges bis zu seinem Tode lehrte er als Professor an der Yale University. Sein Hauptwerk war eine dreibändige Geschichte Deutschlands in der Neuzeit.
1941 wurde Holborn in die American Academy of Arts and Sciences gewählt.
1955 war Holborn Gastprofessor an der Universität Wien. 1967 wurde er der erste Präsident der American Historical Association, der nicht in den USA geboren war. Zu seinen vielen namhaften Schüler zählen Otto Pflanze und Peter Gay.
Seine Tochter Hanna Holborn Gray, ebenfalls Historikerin, war sowohl Präsidentin der Yale University als auch der University of Chicago.

## Schriften (Auswahl)
- Bismarcks europäische Politik zu Beginn der siebziger Jahre und die Mission Radowitz. Deutsche Verlags-Gesellschaft für Politik und Geschichte, Berlin 1925.
- Deutschland und die Türkei 1878–1890. Deutsche Verlags-Gesellschaft für Politik und Geschichte, Berlin 1926.
- Ulrich von Hutten. Quelle & Meyer, Leipzig 1929.
- Kriegsschuld und Reparation auf der Pariser Friedenskonferenz von 1919. B. G. Teubner, Leipzig/Berlin 1932.
- Weimarer Reichsverfassung und Freiheit der Wissenschaft (= Neues Deutschland). Meiner, Leipzig 1933.
- Ulrich von Hutten and the German Reformation. Yale University Press, New Haven 1937.
- American military government. Its Organization and Policies. Infantry Journal Press, Washington 1947.
- Der Zusammenbruch des europäischen Staatensystems. Kohlhammer, Stuttgart 1954.
- Deutsche Geschichte in der Neuzeit. 3 Bände, Oldenbourg, München 1969–1971.
- The Prusso-German School. Moltke and the rise of the General Staff. In: Peter Paret (Hrsg.): Makers of Modern Strategy. From Machiavelli to the Nuclear Age. Princeton University Press, Princeton 1986, S. 281–295.